# Скеллі Аду Туту
Скеллі Аду Туту (англ. Skelley Adu Tutu, нар. 10 серпня 1979, Кумасі) — ганський футболіст, що грав на позиції нападника.

## Клубна кар'єра
Народився 10 серпня 1979 року в місті Кумасі. У дорослому футболі дебютував 1995 року виступами за команду «Кінг Файсал Бейбс», в якій провів один сезон. Після цього молодий африканець потрапив в академію італійської «Роми», але грав лише за юнацьку команду, після чого протягом 1997—1999 років захищав кольори клубу третього бельгійського дивізіону «Юніон».
Влітку 1999 року уклав контракт з австрійським клубом ГАК (Грац), у складі якого провів наступні три з половиною роки своєї кар'єри гравця. Більшість часу, проведеного у складі ГАКа, був основним гравцем атакувальної ланки команди і одним з головних бомбардирів команди, маючи середню результативність на рівні 0,38 голу за гру першості. За цей час виграв з командою по два Кубка та Суперкубка Австрії у 2000 та 2002 роках.
З початку 2004 року недовго грав за інший австрійський клуб «Капфенберг», що виступав у другому дивізіоні країни, після чого покинув Європу і виступав спочатку за рідний ганський «Кінг Файсал Бейбс», а потім за іранський «Саба Ком».
У жовтні 2005 року він повернувся до кінця сезону в Австрію, ставши гравцем клубу другого дивізіону ЛАСК (Лінц), після чого грав на батьківщині за «Секонді Гасаакас».
Завершив професійну ігрову кар'єру в ізраїльському клубі «Хапоель» (Беер-Шева), за який виступав протягом 2006—2007 років.

## Виступи за збірні
1999 року залучався до матчів молодіжної збірної Гани. У її складі взяв участь у молодіжному чемпіонаті світу 1999 року в Нігерії, де забив гол у матчі групового етапу з Казахстаном (3:0), а Гана вилетіла в серії пенальті у чвертьфіналі від майбутніх тріумфаторів турніру збірної Іспанії. Всього на молодіжному рівні зіграв у 22 офіційних матчах, забив 9 голів. У 2000 році він також грав за олімпійську збірну U-23.
У жовтні 2000 року зіграв у двох товариських матчах у складі національної збірної Гани проти Уганди (1:2) та Танзанії (2:3).

## Досягнення
- Чемпіон Африки (U-21): 1999
- Володар  Кубка Австрії (2): 2000, 2002
- Володар Суперкубка Австрії (2): 2000, 2002